# Shōhei Ōno
Shōhei Ōno (大野将平?, Ōno Shōhei; Yamaguchi, 3 febbraio 1992) è un judoka giapponese, campione olimpico nella categoria 73 kg ai Giochi di Rio de Janeiro 2016 e a quelli di Tokyo 2020.

## Palmarès

### Giochi Olimpici
| Evento                            | Data           | Località       | Paese    | Categoria | Risultato |
| --------------------------------- | -------------- | -------------- | -------- | --------- | --------- |
| Olympic Games Rio de Janeiro 2016 | 06 agosto 2016 | Rio de Janeiro | Brasile  | -73 kg    | Oro       |
| Olympic Games Tokyo 2020          | 24 luglio 2021 | Tokyo          | Giappone | -73 kg    | Oro       |

### Mondiali
| Evento                                 | Data           | Località       | Paese      | Categoria | Risultato |
| -------------------------------------- | -------------- | -------------- | ---------- | --------- | --------- |
| World Championship Rio de Janeiro 2013 | 26 agosto 2013 | Rio de Janeiro | Brasile    | -73 kg    | Oro       |
| World Championship Astana 2015         | 24 agosto 2015 | Astana         | Kazakistan | -73 kg    | Oro       |
| World Championship Tokyo 2019          | 25 agosto 2019 | Tokio          | Giappone   | -73 kg    | Oro       |

### Giochi Asiatici
| Evento                            | Data           | Località | Paese      | Categoria | Risultato |
| --------------------------------- | -------------- | -------- | ---------- | --------- | --------- |
| Asian Championships Tashkent 2012 | 27 aprile 2012 | Tashkent | Uzbekistan | -73 kg    | Argento   |
| Asian Championships Jakarta 2018  | 29 agosto 2018 | Jakarta  | Indonesia  | -73 kg    | Oro       |

### Vittorie nel circuito IJF
| Data             | Località   | Paese    | Categoria |
| ---------------- | ---------- | -------- | --------- |
| 1 dicembre 2012  | Tokyo      | Giappone | Gran Slam |
| 21 febbraio 2015 | Düsseldorf | Germania | Gran Slam |
| 20 febbraio 2016 | Düsseldorf | Germania | Gran Slam |
| 24 febbraio 2018 | Düsseldorf | Germania | Gran Slam |